# Trichilia mucronata
Trichilia mucronata là một loài thực vật có hoa trong họ Meliaceae. Loài này được (Cav.) Harms miêu tả khoa học đầu tiên năm 1896.